# 丰满水电站
丰满水电站位于中华人民共和国吉林省吉林市丰满区的第二松花江上，距吉林市区16千米，是中国第一座大型水力发电站，曾是中国乃至亚洲最大的水力发电站，被称为“中国水电之母”。丰满水电站始建于1937年，后于2010年代因先前长年累积的结构安全性问题而进行重建，于2020年9月25日竣工。丰满水电站安装有8台水轮机组，装机容量148万千瓦，理论年发电量为17.09亿千瓦时。同时，丰满水电站在上游形成松花湖，在下游形成雾凇，一年四季皆能为吉林市带来巨大的旅游效益。

## 历史

### 满洲国时期
丰满水电站位于吉林市南郊的小丰满地区。小丰满原名“小风门”，因境内有猴岭、喇古岭双峰对峙，其状如门，风力很大，故名小风门。
1933年，满洲国产业部组织“满洲河川综合调查处”，对松花江水系进行调查，最终选定小丰满地区，修建丰满水力发电所。1936年12月28日，满洲国第210号敕令决定于次年1月1日起成立由经济部大臣直接领导的水力电气建设局，负责松花江水电开发。该局工务处长本间德雄具体提出建设丰满水电站的有关方案，获得满洲国政府批准。坝体确定为混凝土式重力坝，设计10台水轮发电机组，其中第一期8台（六台6.5万千瓦，两台7万千瓦）、第二期2台（两台1500千瓦自用机组）。大坝全部工程设计由本间德雄指导；发电所厂房设计由日本早稻田大学教授内藤多仲负责:140-141。丰满水电站工程在當時被譽為“亚洲第一工程”。
1937年6月18日，满洲国经济部水力电气建设局召开第一次水力电气建设委员会，决定在丰满设置吉林工程处，负责有关施工。施工技术人员主要是从日本电力公司、朝鲜长津江水电公司、国道局招收的日本、朝鲜技术人员500余人；同时亦有从哈尔滨工业大学和沈阳、吉林工业学校分配的中国技术人员50至60人。此外，国际运输、共荣木材、东亚土木、神谷组等日本建筑企业负责专业施工。:141
1937年10月25日，右岸拦江围堰开工；11月5日，水力电气建设局举行拦江坝开工典礼，时任满洲国总理张景惠参加。11月6日，丰满发电所全面破土动工；至1938年4月，右岸完成截流。6月，开始掘凿河床基础，拦江坝混凝土浇灌工程开工。10月3日，举行大坝定础仪式；所谓“定础”，即决定大坝基础位置。1938年10月末，开始左岸截流工程；至1940年4月，左岸截流完成，大坝开始全面施工。1940年10月3日，举行大坝上梁仪式，同时，左、右岸坝段混凝土对进浇灌连成整体。:141-143
1942年，1号水轮发电机组开始安装；7月至8月，4号水轮发电机组和所内用2台水轮发电机组也相继安装。同年10月17日，临时排水路关闭，开始截流蓄水。11月7日，完成截流。1943年1月，水库蓄水达到发电水位。:143截至1942年底，丰满发电所本体混凝土浇筑进度达59%。:147
丰满发电所的土建材料，主要来源于满洲国各地。建筑拦河坝所用50万吨水泥，主要来源于吉林市哈达湾地区的大同洋灰公司（冀东水泥吉林水泥厂的前身），少数靠本溪湖等地供应；230万立米的沙石，主要取于永吉县的大长屯及丰满上游大屯等地；5万吨钢材来源于鞍山钢铁公司。
丰满发电所各种设备皆从国外订购。1938年时，丰满发电所向美国西屋电气（当时美国严守中立）、瑞士埃舍尔维斯（瑞士为中立国）、德国福伊特、德国电气总公司（AEG）（德国为日本盟国）及日本日立订购发电设备，共计8套，总容量52.5万千瓦，计划1940年起交货。但自1939年起，第二次世界大战全面爆发，德国、瑞士设备因在海运中途轮船被击沉，仅到货一半；美国与日本作战，推迟供货；日本设备亦因“军备生产第一”而推迟。至1945年初，除3、5两台水轮机组之主机外，其余设备全数到齐。:147-148
1943年2月15、20日，2台1250千瓦发电所用机组投入运行；3月25日，1号发电机组开始发电；4月1日，以154千伏向新京（长春）送电。5月13日，4号机组投产；15日，在新京和丰满两地同时举行仪式，庆祝丰满发电所发电。此后，又建成至哈尔滨、抚顺的高压输电网。1944年6月22日、12月25日，又先后建成2、7号发电机组。1945年日本战败投降时，8号机组几乎完成，3号机组正在安装，土建工程完成87%。:148
丰满水电站最初设计预算为6740万日元，后由于战争所累，逐步增长至2.5亿日元，其中人工费仅占总预算的6.4%，用地和淹没赔偿费仅占2.8%。
丰满水电站是在中国劳工的白骨之上建造起来的。水电站建设期间，共投入劳工103,410人，多是日本侵略者用法西斯手段从占领区各处抓来的老百姓。时任永吉县警务科长野崎茂在战后供认，自1936年至1943年，七年间共有5,110名劳工死亡；仅其在永吉任职的两年就有1,160名劳工死亡。惨死的劳工遗骸被扔进“万人坑”中:144-146。1963年，丰满发电厂在“万人坑”上设置展室；1964年由吉林市总工会接管，向全市开放；1997年定名为吉林市劳工纪念馆。丰满万人坑遗址于1983年11月24日被列入第三批吉林省文物保护单位，并于2019年10月7日被列入第八批全国重点文物保护单位。
至1945年日本战败投降时，八台机组有4台安装发电，总装机容量26.5万千万。

### 续建竣工
1945年9月，苏联进驻丰满水电站，拆除搬走除1、4号机组和2台厂用机组外的几乎全部设备，计有5.5台发电机、5台水轮机、5台主变及高压断路器及施工用机车、水泥输送机、空气压缩机等，当作战利品运至苏联。剩下的两台发电机组总装机容量13万千瓦。这些设备均安装在阿塞拜疆的明盖恰乌尔水电站。据日本技术人员估算，此批设备价值达1千万美元。1950年2月14日签订《中苏友好同盟互助条约》时，苏联外交部长维辛斯基和中国国务院总理兼外交部长周恩来就“苏联政府将苏联经济机关在东北自日本所有者手中所获得之财产无偿地移交中华人民共和国政府的决定”交换了照会，但苏联始终未有归还此批设备。:46
1946年5月29日，国民政府资源委员会水利发电工程总处美籍工程师约翰·柯登来丰满进行调查，并且给出了续建意见。柯登认为大坝稳定性不足，应当降低溢流坝段底坎增强泄流能力，并在纵缝处凿竖井回填混凝土。此措施仅得到少部分实施，溢流坝底坎被炸低1至1.5米。:148-149
1948年3月8日，国民革命军第六十军撤离吉林时计划破坏丰满发电厂，但在当班值长张文斌的周旋下，国民党工兵将次要部位当作主要部位，炸毁配电盘，使得丰满发电厂停止发电，但大坝和全部水轮机组保存了下来。:243次日，吉林市解放。此后至1950年9月30日，共完成混凝土浇筑15.97万立方米。:43
1950年2月，苏联电站部（后来的苏联动力和电气化部，现为俄罗斯联邦能源部）水电设计院派出以爱金别尔克为组长的设计专家小组到丰满发电厂，进行四个月的勘测、调查。至1951年，由苏联设计院莫斯科分院编制全套的设计书，编号为366，后称《366号设计书》，经政务院批准为丰满水电站续建的技术设计。:149

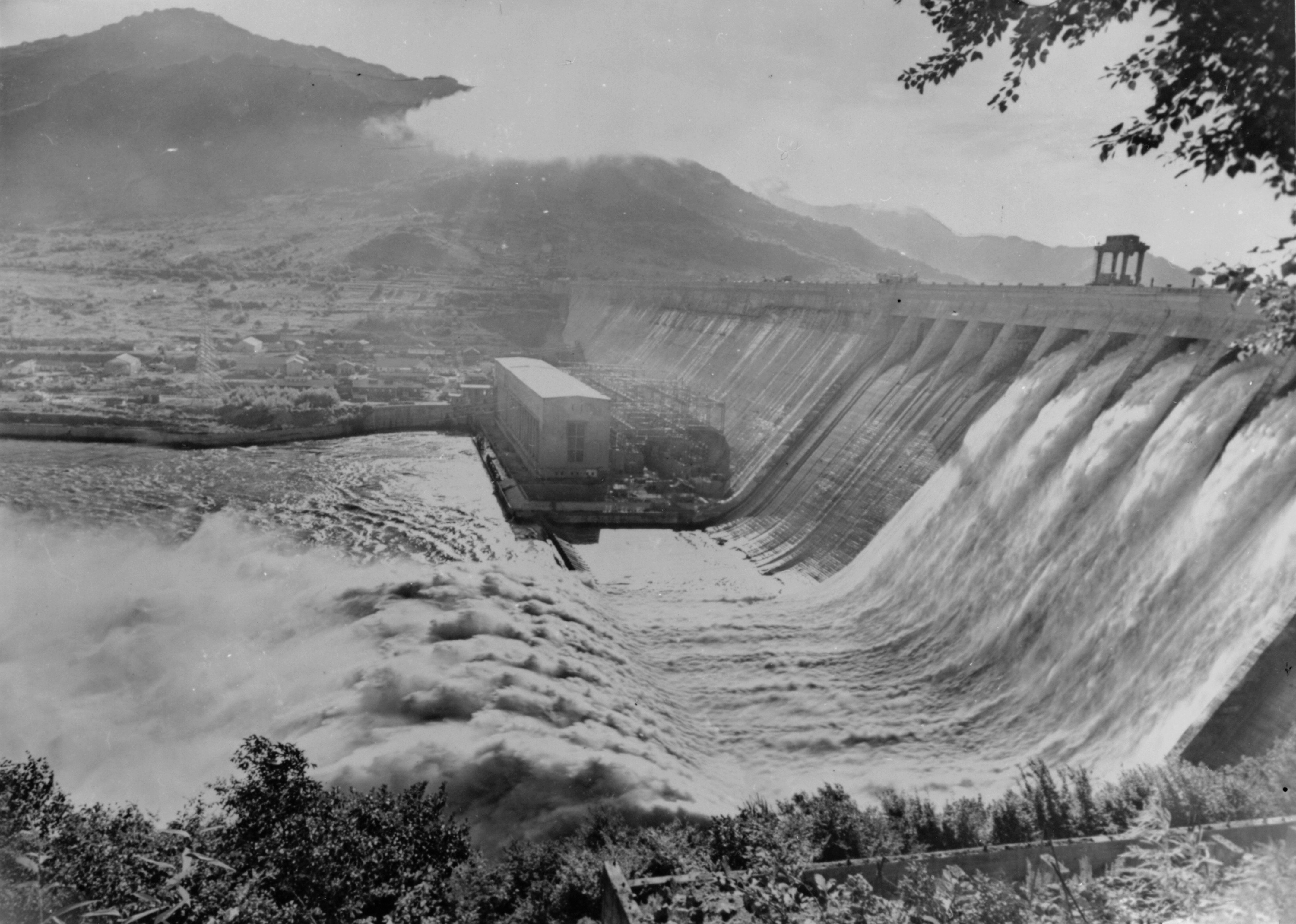
1956年8月15日荷兰《忠诚报》刊载的丰满水电站照片，配文：丰满水电站容量为56.7万千瓦，是中国最大的水电站；这个位于松花江上的大坝始建于1937年日本占领时期

续建使用的水轮机组和发电机多由苏联制造；苏联并于1953年派遣水轮发电机安装支援小组来到丰满。1953年4月27日，装机容量7.25万千瓦的7号机组投产。这是中国第一台自行安装的大型水轮发电机组。燃料工业部部长陈郁在竣工典礼上剪彩。1953年7月、1954年9月、1955年3月、1956年8月，又有4台装机容量为7.25万千瓦的发电机组投产。:149
3号机组发电机利用现场遗留的德国制转子、主轴，由哈尔滨电机厂配制定子，其他设备由苏联制造，装机容量为6万千瓦。1959年3月开始安装，1960年8月并网。至此丰满水电站一期工程全部竣工投入使用。:46
至1960年，丰满水电站的机组配置为：1号机组为瑞士产，容量6.5万千瓦；4号机组为德国产，容量6.5万千瓦；3号机组为组装件，容量6万千瓦；2、5至8号机组为苏联产，容量7.25万千瓦；厂用机组1台，容量0.125万千瓦，合共55.375万千瓦，为当时中国仅次于水丰水电站的第二大水电站。:149-150
1969年10月至1980年10月，因丰满水电站早期建设遗留的5条154千伏高压供电线路全数升压为220千伏。:159-1651975年至1981年，丰满水电站技术人员对5台苏联制发电机进行增容改造，单台机组容量提升至8.5万千瓦，总装机容量曾提升至61.5万千瓦（在二期工程投产后恢复为7.25万千瓦额定容量）。:184-186
后来担任国务院总理、全国人大常委会委员长的李鹏，曾于1955年3月至1960年9月在丰满水电站工作，任副厂长兼总工程师，这是李鹏留学回国后的第一个岗位。后来丰满水电站重建工程开工时，李鹏亦有致信祝贺。

### 二期工程
1988年4月1日，丰满发电厂二期扩建工程开始施工。土建工程由水电六局承担，机电安装由发电厂自行组建的工程公司负责。计划安装2台8.5万千瓦机组。:150工程利用设计大坝预留的两条引水钢管建设。1991年12月、1992年6月分别投产。:47

### 三期工程
1970年，丰满水电站在左岸增设泄水洞。1979年5月28日岩塞爆破成功。泄水洞全长688.5米。1984年9月18日完成验收，开闸放水试验成功。:26
三期扩建工程利用该泄水洞引水建设，安装2台14万千瓦机组。工程由东北勘测设计研究院设计，主设备由哈尔滨电机厂和朝阳变压器厂生产；水电六局承担土建和一次设备安装；丰满发电厂检修公司承担二次设备安装。1995年4月18日开工；1997年12月8日、1998年7月21日分别投产。三期扩建工程完成后，丰满水电站有机组12台，总装机容量100.25万千瓦。:47-48
2002年在大坝下游10.3km处建设永庆反调节水库，作为丰满三期扩建工程的配套。2002年9月19日开工，2005年11月12日投入试运行，2006年10月竣工。在丰满大坝至永庆水坝间形成了阿什湖，它的总面积约4平方公里，正常蓄水位192.2米，相应库容1036万立方米；死水位189.3米，调节库容828万立方米。永庆反调节水库解放了丰满60MW基荷，增加了调峰能力，同时确保在丰满所有机组全停时确保松花江下游161m3/s（包括引松入长工程向长春供水11m3/s）流量工业和城市用水需要。也即，丰满电厂担负着大电网调峰、调频、备用任务，日内下泄流量变化巨大。为了确保水电站下游供水、灌溉、航运和生态需要，最小下泄流量161m3/s，将占用60MW发电能力。兴建永庆反调节水库就释放了这个瓶颈。此后，丰满水电站转变为完全调峰电厂，发电时间为每日2次调峰发电。

### 重建工程

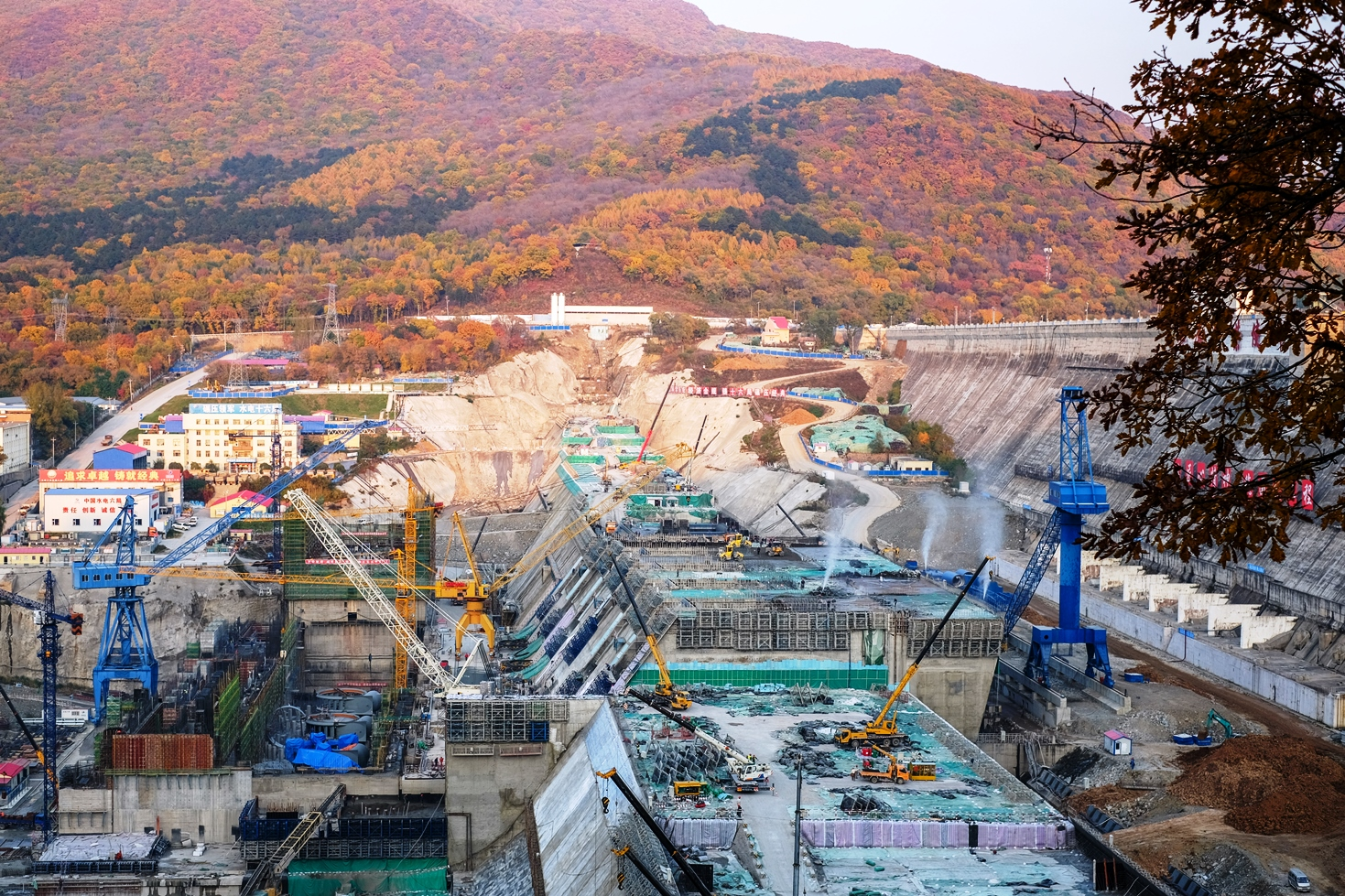
正在建设中的丰满水电站新坝（2016年10月）

国家电监会于2004年开始组织丰满水电站大坝第二轮定检。2006年2月，国家电网公司向国家发改委报送《关于丰满发电厂水库大坝全面加固工程按基本建设程序开展前期工作的请示》，并在4月得到国家发改委批复，同时确定“彻底解决、不留后患、技术可行、经济合理”的原则。由于1995年首次定检发现的一些问题没有实质性改进，尤其是溢流坝段的渗漏和冻胀开裂问题较为严重，2007年被国家电监会大坝安全监察中心评定为“病坝”，安全换证注册等级定为丙级，限制水位运行使得有效库容降低了13%。2009年7月30日，国家电网公司组织召开丰满水电站大坝全面治理方案论证会，会议成立了以潘家铮院士为组长，四位院士、三位设计大师、有关专家等13名成员组成的专家组。“下游重建”和“灌浆加固”被确定为重点研究方案，方案设计单位分别是中国水电顾问集团旗下的东北勘测设计研究有限责任公司和华东水电勘测设计院，两个方案的设计投资分别为53.7亿和23亿。经深入论证、充分比选，才最终确定采用重建方案。2010年2月，国家发改委发函〔2010〕356号同意“下游重建”方案，全面开展可行性研究阶段前期工作，重建方案投资上升到接近100亿元。2010年2月，吉林省人民政府通过其工作报告宣布将于年内开始大坝移址重建工作，并表示丰满水电站重建期间的电力空缺将由当时即将开始兴建的靖宇核电站填充。2011年12月，可研设计报告通过审查，丰满大坝重建费用最终由中国国际工程咨询公司评估为95.36亿元。
2012年10月11日，丰满水电站全面治理（重建）工程项目获得国家发展改革委核准。2012年10月29日，丰满水电站重建工程开工仪式在吉林市举行。时任省委书记孙政才，省委副书记、省长王儒林，国家电网公司总经理刘振亚出席仪式。该工程总投资90.79亿元，在原大坝下游120米处新建一座大坝，恢复原电站功能和任务，不改变水库特征水位。电站新建6台单机20万千瓦混流式水轮发电机组，保留原三期工程2台14万千瓦机组，总装机容量达到148万千瓦，届时年均发电量17.09亿千瓦时，以500千伏电压接入吉林电网。电站枢纽由拦河坝、泄洪消能、引水发电、过鱼设施等建筑物和保留的三期电站组成。新建大坝为碾压混凝土重力坝，坝长1068米，最大坝高94.5米。水库正常蓄水位263.5米，死水位242米，总库容103.77亿立方米，调节库容56.72亿立方米，具有多年调节能力。当时计划工程总工期78个月（至2019年5月），首台机组发电63个月（至2018年2月）。此次重建工程，是全球首例百亿库容、百万装机、近百米高的大型水电站的重建工程。业主为国网新源控股有限公司丰满大坝重建工程建设局；主要承建单位为中国电建水电十六局和水电六局；辅助承建单位为水电一局、水电二局、水电三局和水电八局；监理单位为中国电建北京勘测设计研究院。
2013年开始筹建期工程项目施工；2014年开始主体工程项目施工；2014年10月18日，丰满水电站全面治理（重建）工程围堰顺利实现合龙。2015年4月24日，新大坝首仓混凝土浇筑，新坝进入主体施工阶段。2015年7月，丰满水电站新右岸电厂封顶。2018年10月完成大坝主体混凝土浇筑施工。旧丰满水电站大坝于2018年12月12日开始爆破拆除，涉及到的坝体长度为18米、宽度为13.5米、高度为4.2米。采用的是松动爆破方式，即将旧坝目标坝体爆破松动然后利用机械进行清理。仅拆除老坝240米至267.7米这部分坝段，老坝剩余部分的阻挡使得库区240米以上水体才能进入新坝的坝前区域。至2019年5月20日11时16分，拆除至旧坝后水位241.1米处，松花湖水通过拆除的缺口流过旧坝，新建的大坝至此开始承担蓄水作用。至2019年6月5日，旧坝两侧的水平面达到齐平。
2019年7月13日至16日，新大坝1号水力发电机组进行并顺利完成72小时试运转。2019年9月20日，丰满水电站首台机组—1号机组正式投产发电，国家电网在丰满水电站举行了正式的投产发电大会，宣告丰满水电站新大坝1号水力发电机组正式投产。11月16日，新大坝2号水力发电机组投产。

## 技术

### 旧坝

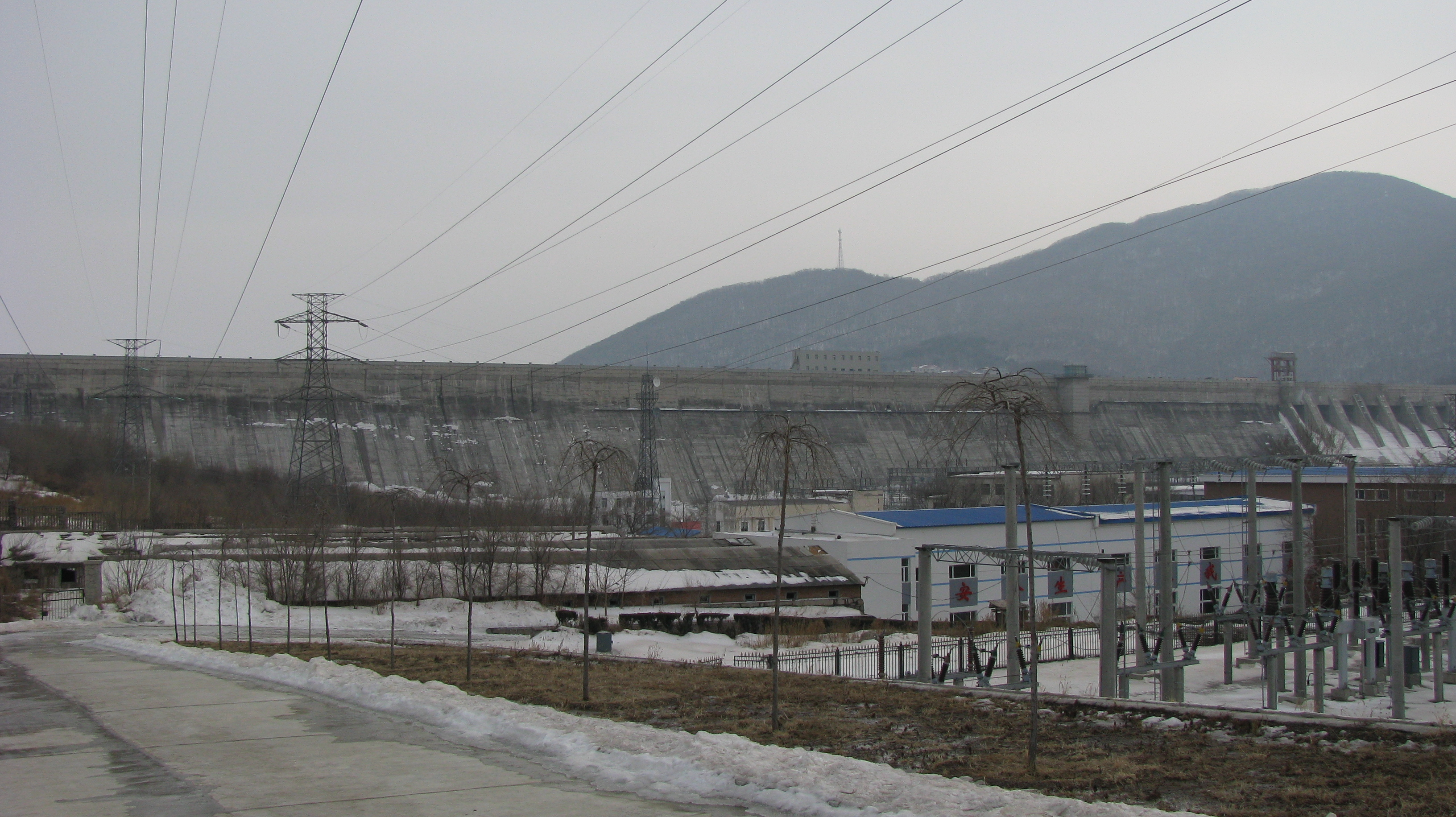
丰满水电站大坝（2009年3月）

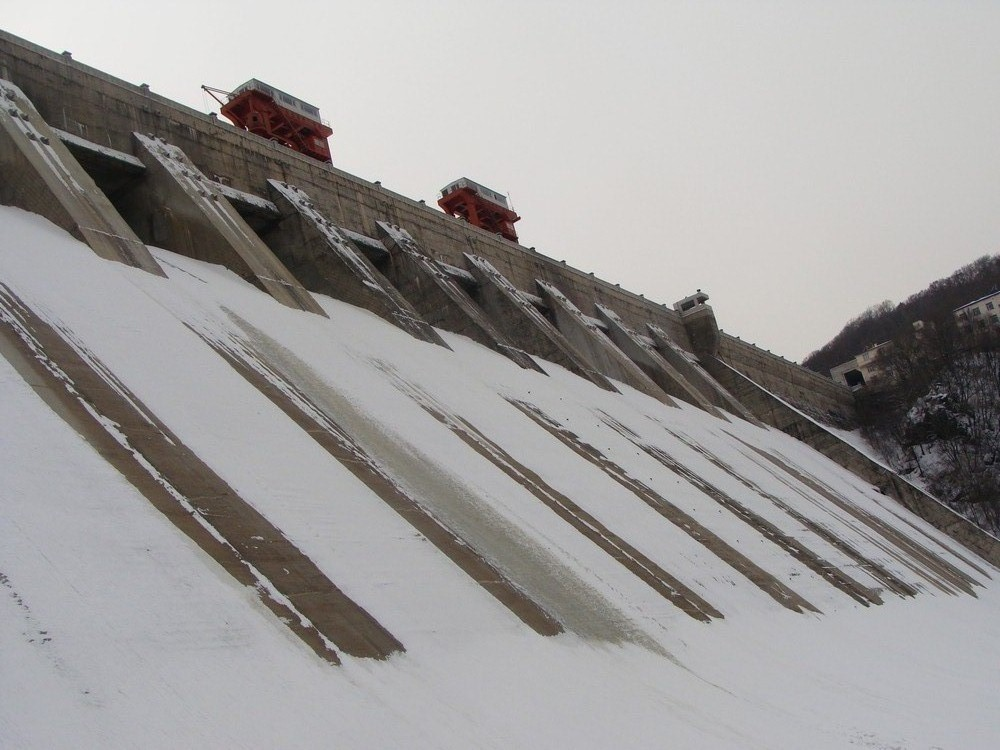
丰满水电站旧坝溢流槽

根据本间德雄的初步设计，大坝为混凝土重力坝；坝顶高程为266.5米，坝高91米，底宽61米，坝顶长1080米，由60个18米长的坝段组成。满水位266米，总库容125亿立方米，是当时仅次于美国鲍尔德和福特佩克水库的世界第三大人工湖。设计控制面积4.25万平方公里，设计多年平均来水量163亿立方米，平均流量520立方米每秒，洪峰流量1.5万立方米每秒。:285
2010年前后，丰满水电站旧坝最终状态下参数为：坝长1080米，最大坝高91.7米，坝顶高程267.7米，坝宽9至13.5米:184；正常蓄水位263.5米，死水位242.0米，最大库容109.88亿立方米，相应库容88.49亿立方米，死库容26.85亿立方米，调节库容61.64亿立方米；坝体总装机10台，容量72.25万千瓦时；多年平均来水量143亿立方米；坝址控制流域面积4.25万平方公里，多年平均入库流量429m3/s；汛期限制水位在2008年降低至257.9米；防洪库容24.57亿立方米；大坝按防御500年一遇洪水标准设计，防御10000年一遇洪水标准校核；左岸设置泄水洞，安装有2台机组，容量28万千瓦时；10台机组、11孔溢流门及泄水洞的总泄流量为12258m3/s。
自1942年开始，在旧坝上游形成水库，又称松花湖。
根据2012年的重建计划，旧坝左岸起第6至43坝段（左边距离左岸90米，长684米）将会拆出一个高27.5米的豁口，左岸90米、右岸306米的坝体将整体作为遗址保留。
2018年10月16日，国家能源局注销丰满水电站旧坝的安全注册登记证；同年12月12日旧坝开始拆除。

### 新坝
新的丰满水电站大坝位于旧坝下游120米处。新坝为碾压混凝土重力坝，设计全长1068米，高94.5米；水库正常蓄水位263.5米，死水位242米，总库容103.77亿立方米，调节库容56.72亿立方米；坝顶高程269.50米；全坝分56个坝段；混凝土总量为276万立方米，其中碾压及变态混凝土约184.41万立方米；新坝枢纽泄洪能力提高至22767m3/s。
新坝设置过鱼设施，设计方案为“升鱼机+鱼道”方案，由运鱼轨道车将鱼从下游189.00～194.00米处提升至上游库区252.00～260.00米处。但有学者质疑该种设计由于水库库区的静水条件和附近的游船码头可能会对鱼类洄游繁殖造成的不利影响。
新坝安装有6台水力发电机组，均为哈尔滨电机厂生产，单台容量为20万千瓦。每台水力发电机组分为转子、定子、转轮、主轴等部分，转子主要由中心体、扇形支臂、磁轭、磁极和附件组成，现场拼装，设计半径6.66米，重量约565吨；定子机座分成6瓣，同样现场拼装，外径18.1米，高度1.92米，起吊重量363吨；转轮直径6.99米，高4.1米，重量178.5吨，转轮与水轮机主轴联轴后总重240吨，一次吊装。

## 影响

### 人文

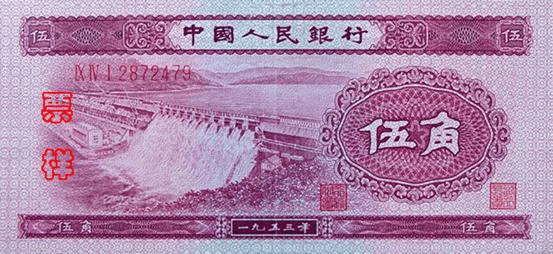
第二套人民币的5角券

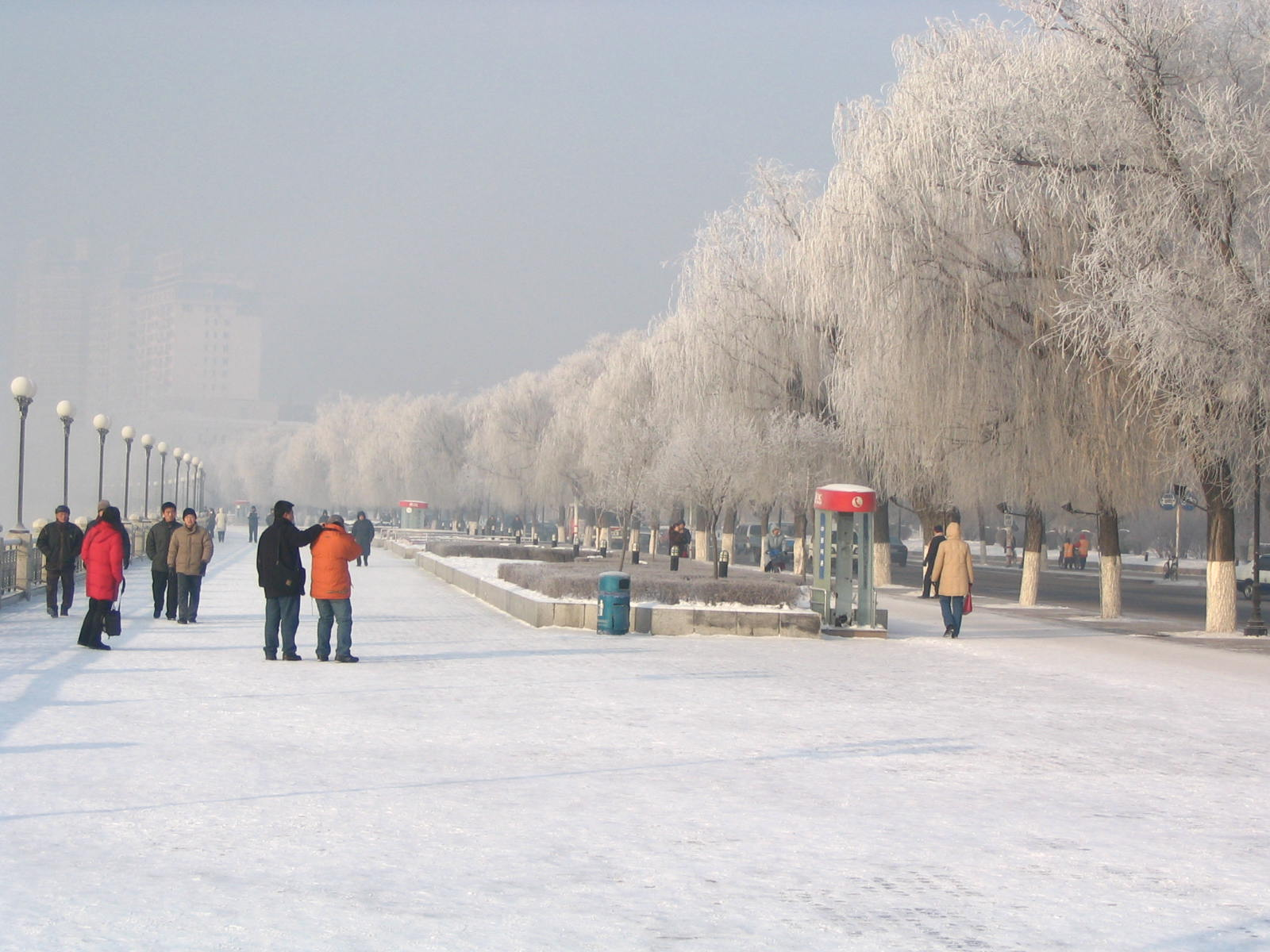
吉林雾凇名列中国四大自然奇观

丰满水电站在1949年新中国成立时，是中国内地以至亚洲最大的水力发电站，被印在第二套人民币的5角券上。
流经丰满水电站发电机组的松花江水，在冬季水温仍保持在4摄氏度以上，因而松花江吉林市段冬季几乎不结冰；大量水汽自江面上蒸发出来；而吉林市冬季气温可低至零下十余度，因而水汽迅速凝结至松花江两岸的树木枝干上，形成雾凇。雾凇各地皆有，但以冬季吉林市为最盛。吉林雾凇名列中国四大自然奇观。
丰满水电站水库又称松花湖。松花湖1988年成为国家级风景名胜区，至2018年时为国家4A级旅游景区。

### 供电
丰满水电站曾是东北电网的骨干发电厂。满洲国时期丰满水电站联网发电两年又五个月，发电12.35亿千瓦时；1951年至1960年发电量166亿千瓦时。1961年起，由于吉林热电厂等电厂投产，丰满水电站的任务逐渐转为向辽宁、黑龙江输电以及东北电网电能调节、调相、调峰、调频等:143-144。1991至2002年间总发电量175.6亿千瓦时（含1993年以后以丰满水电站1、4号机组设置的隆华水电站）:189-190。至2006年，丰满水电站完全转为调峰电厂。

### 水利
丰满水电站和上下游白山水电站、红石水库、永庆反调节水坝联合调度，使得下游流域对百年一遇级洪水抵抗能力大大增强:201-202。1953年以后，丰满水库所在流域洪峰超过7000立方米每秒的大洪水总共发生过8次，分别发生于1953年、1957年、1960年、1964年、1971年、1975年、1995年和2010年，水库削减下游洪峰分别为56.1%、63.8%、79.2%、44.6%、56.9%、76.3%、72%、79%。但遇到来源位于丰满水电站下游的洪水（如2010年、2017年温德河流域洪水则无能为力。在2010年7月、8月的松花江超百年一遇的大洪水中，丰满大坝的最大下泄流量控制在每秒4500立方米，有效缓解了下游防洪压力。

### 移民和上游淹没
在丰满水电站建造期间，上游居民8000户5.2万余人被迫迁移。:144
本间德雄设计丰满水电站时以不淹没桦甸县城和蛟河火车站为准，将坝高定为266.5米。:284但该设计没有考虑到回水顶托的影响，若考虑到该影响，桦甸县城必然被淹没。因而1943年至1955年期间又人工兴建桦甸大堤，作为丰满水库的副坝。1995年7月，辉发河暴雨，桦甸大堤几乎全线漫堤；7月31日大堤决口2处，县城成为泽国，水深9米，死亡13人。